# باميلا الكسندر
باميلا الكسندر (بالإنجليزية: Pamela Alexander)‏ هي كاتِبة وشاعرة أمريكية، ولدت في 1948.